# Мутанты (Доктор Кто)
Мутанты (англ. The Mutants) — четвёртая серия девятого сезона британского научно-фантастического телесериала «Доктор Кто», состоящая из шести эпизодов, которые были показаны в период с 8 апреля по 12 мая 1972 года.

## Сюжет
В XXX веке Земная Империя медленно приходит к упадку и поэтому собирается дать независимость колонии Солос. Военный Маршал и другие люди, известные как Оверлорды, управляют ей с орбитальной станции Воздушная База Один. Маршалу не нравится этот план, предоставленный ему Администратором, посланным с Земли, а также он одержим идеей очищения планеты от мутантов или «маттов», которые в последнее время появляются на планете всё больше и больше. Сами солонианцы живут в племенах, часть которых противится оккупантам, как Кай, а часть, как Варан, сотрудничает с ними. Вскоре Маршал и Варан устраняют Администратора прежде, чем он успевает сообщить о независимости Солоса от Земной Империи.
Доктор и Джо прибывают на Воздушную Базу Один, куда их доставила ТАРДИС под управлением повелителей времени, с посылкой, которую может открыть только получатель, которым оказывается Кай, обвинённый в убийстве Администратора. Джо и Кай убегают на поверхность Солоса, атмосфера которого ядовита для людей под воздействием солнечного света. По этой причине Джо становится плохо, но с помощью Кая она выживает. Доктор узнаёт, что Маршал и его главный учёный Йегер проводят эксперименты по преобразованию атмосферы Солоса с помощью ракет, что сделает воздух пригодным для дыхания людей, но смертельным для местных форм жизни.
Варан обнаруживает предательство Маршала, но его на базе называют преступником. Доктор присоединяется к нему и убеждает Стаббса и Коттона, приближённых Маршала, что на базе творится что-то странное. Вместе с Вараном он убегает на Солос и в тезиумной шахте, где прячутся Джо и Кай, встречает множество маттов, которые не настолько враждебны, как кажутся на первый взгляд. Доктор передает посылку Каю, из которой тот достаёт древние таблички и письмена на языке древних. Маршал атакует пещеру ядовитым газом, но героев спасает беглый учёный Сондегаард, живущий в пещерах и изучающий антропологию солонианцев. Он объясняет, что пытался доложить на Землю о действиях Маршала, но не смог и сбежал в радиоактивные пещеры. В табличках он узнаёт содержание «Потерянной книги происхождения Солоса», и Доктор высчитывает, что солонианский год равен двум тысячам земным, а смена популяций происходит каждые пять сотен лет. Обследовав пещеру, Доктор узнаёт, что фаза мутаций — естественная часть развития солонианского жизненного цикла.
Варан сам начинает мутировать, но скрывает это и, захватив в заложники Джо, Кая, Стаббса и Коттона, ведёт свои войска в атаку на Воздушную Базу, но погибает сам вместе с войсками, а заложников перехватывает Маршал. Стаббс погибает при неудачной попытке побега. Тем временем Доктор возвращается на базу, но без Сондегаарда, который ослабел от радиации и вернулся в пещеры, чтобы объяснить мутантам, что их изменения — часть их природы, и их не нужно бояться.
На базе Доктор обвиняет Маршала в сумасшествии, а тем временем Джо вызывает Землю, чтобы те выслали Следователя. Ракеты Маршала не повредили планету, но сильно её загрязнили, что не сможет укрыться от взгляда Следователя. Маршал берёт Джо в заложники, и Доктору приходится с помощью технологий Йегера очищать планету. Прибывший Следователь требует объяснений, но получает только порцию лжи от Маршала при вынужденной поддержке Доктора. К счастью Джо, Кай и Коттон сбегают из камеры и прибывают как раз вовремя, чтобы рассказать правду о Солосе и преступлениях Маршала и Йегера. Доктор обвиняет их в «самых жестоких и бесчувственных преступлениях против беззащитных, с которыми мне не посчастливилось столкнуться». Сондегаард добирается до базы с несколькими мутантами, один из которых пугает Следователя, который из-за этого соглашается с Маршалом, что существа должны быть убиты.
Кай начинает мутировать, но его мутации ускоряются, и он превращается в светящееся ангелоподобное сверхсущество. Он общается телепатией, может летать и проходить сквозь стены. Неся справедливость, он убивает Маршала и Йегера, и Следователь теперь понимает ситуацию. Сондегаард и Коттон решают остаться на Солосе для помощи остальным солонианцам в процессе мутации, а Доктор и Джо тихо отбывают на ТАРДИС.

## Трансляции и отзывы
| Эпизод            | Дата показа    | Продолжительность | Телезрители (в миллионах) | Archive                 |
| ----------------- | -------------- | ----------------- | ------------------------- | ----------------------- |
| «Эпизод 1»        | 8 апреля 1972  | 24:25             | 9,1                       | PAL colour conversion   |
| «Эпизод 2»        | 15 апреля 1972 | 24:24             | 7,8                       | PAL colour conversion   |
| «Эпизод 3»        | 22 апреля 1972 | 24:32             | 7,9                       | PAL 2" colour videotape |
| «Эпизод 4»        | 29 апреля 1972 | 24:00             | 7,5                       | PAL 2" colour videotape |
| «Эпизод 5»        | 6 мая 1972     | 24:37             | 7,9                       | PAL 2" colour videotape |
| «Эпизод 6»        | 13 мая 1972    | 23:43             | 6,5                       | PAL 2" colour videotape |
| [ 1 ] [ 2 ] [ 3 ] |                |                   |                           |                         |